# Tour Saint-Martin (Belgique)
Pour les articles homonymes, voir Tour Saint-Martin.
La tour Saint-Martin est un bâtiment historique et classé de la commune de Comblain-au-Pont en Belgique. La dénomination complète de l'édifice est la tour de l'ancienne église Saint-Martin.

## Localisation
La tour se situe au sommet d'un éperon rocheux surplombant la place Leblanc de Comblain-au-Pont, en rive gauche de l'Ourthe. Elle se situe au milieu de l'ancien cimetière et procure une vue panoramique sur le village, la vallée de l'Ourthe et ses rochers. Au pied de cet éperon rocheux, se trouve le donjon de Monthuy. Plusieurs chemins mènent à la tour. Le plus direct mais le plus abrupt est un sentier partant de l'administration communale située place Leblanc et gravissant la colline via le donjon de Monthuy.

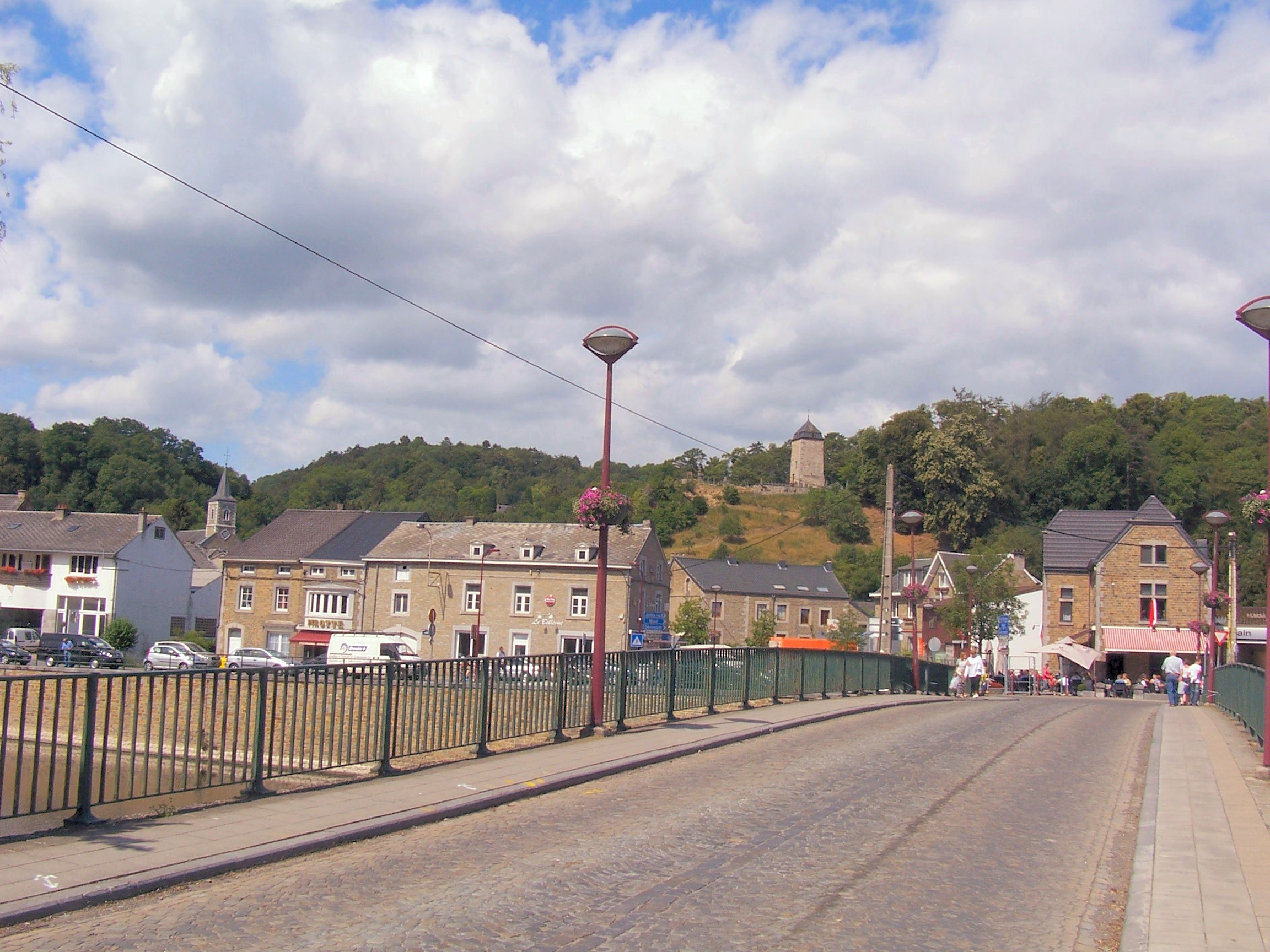
La tour Saint-Martin dominant Comblain-au-Pont

## Historique
L'époque exacte de la construction de la tour n'est pas vraiment connue. Le premier document faisant état d'une date est un recueil des chartes de l’abbaye de Stavelot-Malmédy signifiant que le 12 mars 1228, la comtesse Ermesinde, issue des terres du Luxembourg, s’engage à restituer la forteresse de Logne et la maison forte de Comblain à l’abbaye. Il est vraisemblable que la tour ait été érigée au cours du XIIe siècle, voire du XIe siècle. La tour faisait initialement partie d'une forteresse entourée d'enceintes défensives. 
À la fin du XIIIe siècle, la tour perd sa fonction défensive et devient partie intégrante en tant que clocher de l'église du village dédiée à Saint-Martin. Une nef est donc adossée au côté nord de la tour (vers le grillage du cimetière) pendant plus de cinq siècles. Mais la situation de l'église sur la colline escarpée rendait l'accès malaisé pour les habitants et, vers le milieu du XIXe siècle, une nouvelle église est édifiée sur la place Leblanc et inaugurée en 1856. La vieille église est progressivement démantelée et les pierres réutilisées dans d'autres constructions de la localité mais la tour est sauvegardée sous la houlette de l'abbé Bodson, prenant dès lors le nom de tour Saint-Martin.
La tour a fait l'objet d'une restauration en 1993.

## Description
Cette tour carrée haute d'une quinzaine de mètres est bâtie en pierres calcaires et en moellons de grès issus des carrières de la région. Les côtés, évasés à leur base, d'une largeur extérieure d'environ 6 m ont une épaisseur d'un peu plus d'un mètre. Le bâtiment possède une toiture en ardoises avec abat-sons surmontée par une croix avec coq en girouette.